# Маккалебб, Бо
Лестер «Бо» Маккалебб (англ. Bo McCalebb; родился 4 мая 1985 года в городе Новый Орлеан, Луизиана, США) — американский и северомакедонский профессиональный баскетболист.

## Карьера
Бо Маккалебб учился в средней школе Пэрри Уолкера (англ. Perry Walker High School) в Новом Орлеане, Луизиана. Играл на уровне колледжей за Университет Нового Орлеана. В 2007 году был назван игроком года в Южной Конференции США (англ. Sun Belt Conference). За команду университета «Приватирс» выступал пять сезонов, сыграл 128 матчей, в среднем набирал 20,9 очков, делал 4,7 подборов и отдавал 3 результативные передачи за матч.

### Клубная
Профессиональную карьеру игрок начал в турецком клубе «Мерсин». В сезоне 2008/09 он в среднем за игру набирал 17,4 очка, отдавал 4,7 результативных передачи. Также был лидером Турецкой баскетбольной лиги по количеству перехватов за игру — 2,7.

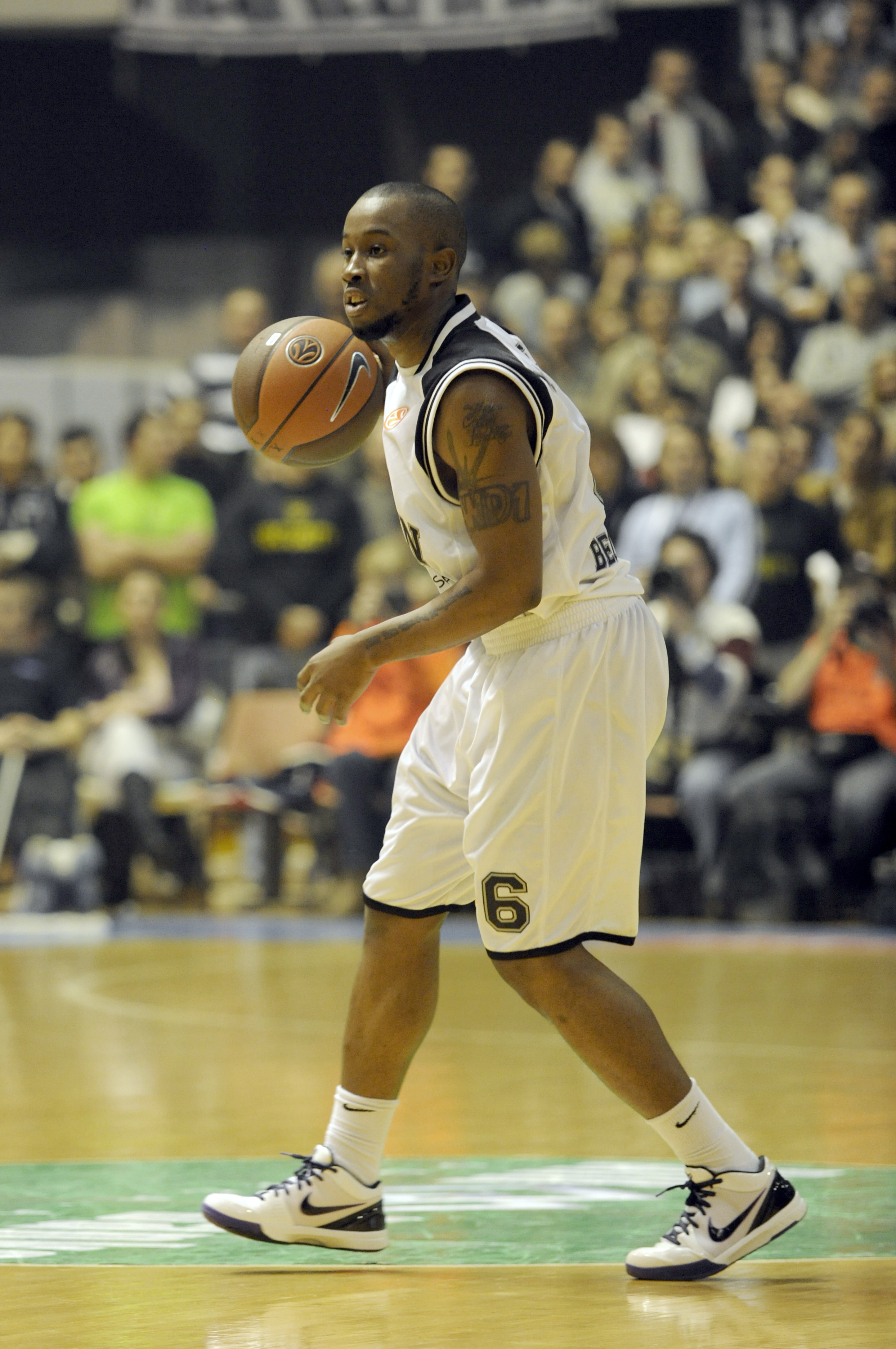
МакКалебб в составе «Партизана». Декабрь 2009 года

16 октября 2009 года Маккалебб подписал годичный контракт с сербским баскетбольным клубом «Партизан», через неделю после того, как бывший атакующий защитник клуба был отчислен за неявку в команду вовремя. В «Партизане» игрок провёл неплохой сезон, выиграв региональную лигу ABA, Сербскую Лигу а также завоевал Кубок Радивоя Корача. Также помог клубу пробиться в Финал Четырёх Евролиги, по итогам которого попал во вторую пятёрку Евролиги.
В июле 2010 года Маккалебб подписал трёхлетний контракт с клубом «Монепаски Сиена». В дебютном сезоне в Италии он также добился неплохих результатов, помог команде попасть в Финал Четырёх Евролиги, завоевать титул чемпиона Итальянской лиги, Кубок Италии и Суперкубок Италии. В 2012 году он стал MVP Итальянской лиги.
В августе 2012 года было объявлено, что игрок подписал контракт с турецким баскетбольным клубом «Фенербахче» по схеме 2+1, хотя интерес к нему проявляли и другие клубы, например, УНИКС и «Сан-Антонио Спёрс».
19 ноября 2014 года Маккалебб подписал контракт с немецким клубом «Бавария». За пять матчей, сыгранных в Евролиге в сезоне 2014-15, в среднем набирал 9,8 очка, а также отдавал 3,6 передач за матч, что стало личным рекордом игрока. 26 декабря 2014 года продлил контракт с клубом до января 2015 года. 10 января 2015 года получил травму, которая не позволила ему несколько недель играть. Однако, больше за клуб не выступал.
15 октября 2015 года Маккалебб подписал контракт с клубом НБА «Нью-Орлеан Пеликанс».

### Сборная Республики Македонии
В 2010 году Маккалебб получил гражданство Республики Македония и смог принимать участие в играх национальной сборной Республики Македонии. В команде его называли «Македонским MVP», в квалификационном раунде игрок был вторым по результативности в команде в отборочном турнире к Евробаскету 2011, особенно удачным был матч против сборной Великобритании и её главной звезды Луола Дэнга.

#### Евробаскет 2011
В первой игре на турнире, проходившей 31 августа против сборной Черногории Маккалебб набрал 17 очков, однако его команда проиграла в овертайме. 1 сентября Республика Македония обыграла Хорватию, а игрок набрал 19 очков. Ещё одним удачным матчем стала игра с Грецией, проходившая 3 сентября — Маккалебб набрал рекордные 27 очков, а сборная победила со счётом 72-58. 4 сентября Маккалеб набрал 18 очков в игре против сборной Финляндии, а Республика Македония победила 72-70. 5 сентября игрок набрал 22 очка в матче против Боснии и Герцеговины, его команда вновь одержала победу 75-63 и заняла первое место в Группе С. 8 сентября (в День независимости Республики Македонии) сборная со счётом 65-63 обыграла Грузию, а Маккалебб набрал 27 очков. Таким образом, команда Македонии попала в четвертьфинал. В следующих двух играх Маккалебб набрал 19 очков в матче против сборной Словении, которую команда выиграла и 16 в игре с Россией, которую Республика Македония проиграла. 14 сентября Республика Македония обыграла хозяйку чемпионата Литву и попала в полуфинальную стадию. В этой игре Маккалебб набрал 23 очка. В полуфинале Македония уступила испанцам 92-80, а игрок набрал 25 очков. В игре за бронзовые медали чемпионата Маккалебб набрал 22 очка, однако Республика Македония вновь проиграла сборной России со счётом 72-68. По итогам матчей на чемпионате Маккалебб попал в сборную турнира на своей позиции. В среднем за игру он набирал 21,4 очка, делал 3,1 подбора и отдавал 3,7 передачи, проводя на площадке 34,2 минуты. Всего на турнире Маккалебб набрал 235 очков, став лучшим бомбардиром.